# 2162 Anhui
2162 Anhui eller 1966 BE är en asteroid i huvudbältet som upptäcktes den 30 januari 1966 av Purple Mountain-observatoriet i Nanjing, Kina. Den är uppkallad efter den kinesiska provinsen Anhui.
Asteroiden har en diameter på ungefär 7 kilometer.